# 蠕蟲蜥屬
锹吻蜥屬是一种已灭绝的蚓蜥屬，生存于中新世早期的肯尼亚。